# 科洛迪耶拉省
科迪勒拉省（Cordillera）是巴拉圭的一個省，位於該國中部。面積 4,948平方公里，2002年人口 234,805人。首府卡庫佩。
下分20縣。